# Turtle (ponorka)
Turtle (angl. Želva) byla ponorka, jež byla navržena v roce 1775 americkým vynálezcem a vlastencem Davidem Bushnellem. Je první známou ponorkou v dějinách, která byla použita při útoku na nepřátelskou loď s úmyslem ji potopit. Za svůj název vděčí podobnosti se dvěma želvími krunýři přiloženými k sobě. David Bushnell své plavidlo nabídl Georgi Washingtonovi v době, kdy americké kolonie bojovaly o svou nezávislost.

## Konstrukce

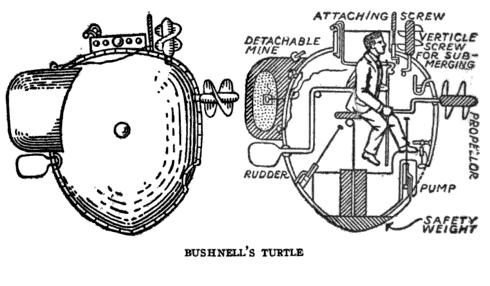
Schéma ponorky Turtle

Ponorka byla jednomístná, vyrobena ze dřeva napuštěného dehtem a zesílená ocelovými obručemi. Byla vysoká 1,8 m, dlouhá 2,3 m a široká pouze 90 cm. Poháněl ji lodní šroub, který roztáčel klikou její jediný pasažér, směr se řídil kormidlem, umístěným v zadní části. Ponořování a vynořování usnadňoval menší, svisle umístěný šroub. Vztlak se reguloval napouštěním vody do trupu nebo jejím vytěsňováním pumpou, kterou obsluha ovládala nohama. Dále ponorka nesla 381 kg olověných závaží, z nich se dalo 91 kg v případě nouze odhodit. Na horní části ponorky byla umístěna malá kovová věžička s průzory a poklopem. Vzduch měla přibližně na 30 minut, k vybavení patřily i vzduchové trubice s kapslemi, kompas a hloubkoměr.
Její útok byl zamýšlen tak, že se nepozorovaně přiblíží k nepřátelské lodi zakotvené v přístavu či u pobřeží a vrtákem, který byl umístěn vedle věžičky, její jednočlenná posádka navrtá dno lodě a k otvoru připevní minu (pouzdro se 68 kg střelného prachu) s časovacím mechanismem.
Při konstrukci a testech ponorky na řece Connecticut se objevil problém vnitřního osvětlení. Petrolejová lampa nebo jiný druh otevřeného ohně rychle spotřebovaly potřebný kyslík. Bratr Davida Bushnella Ezra požádal o pomoc Benjamina Franklina, který navrhl na osvětlení použít světélkující houby.

## Turtle a HMS Eagle

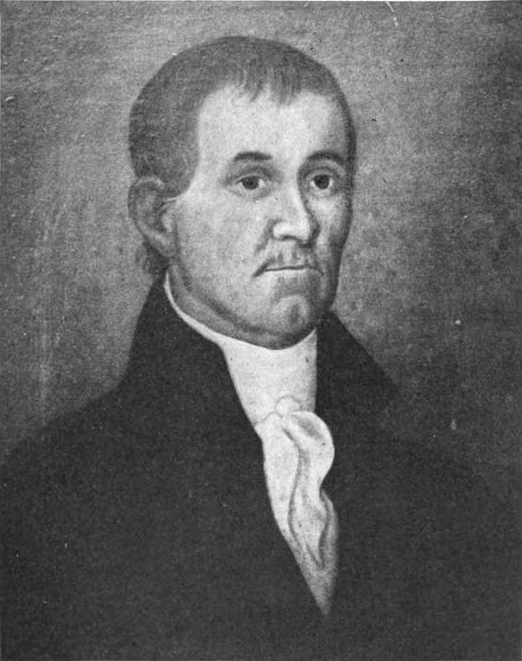
Ezra Lee

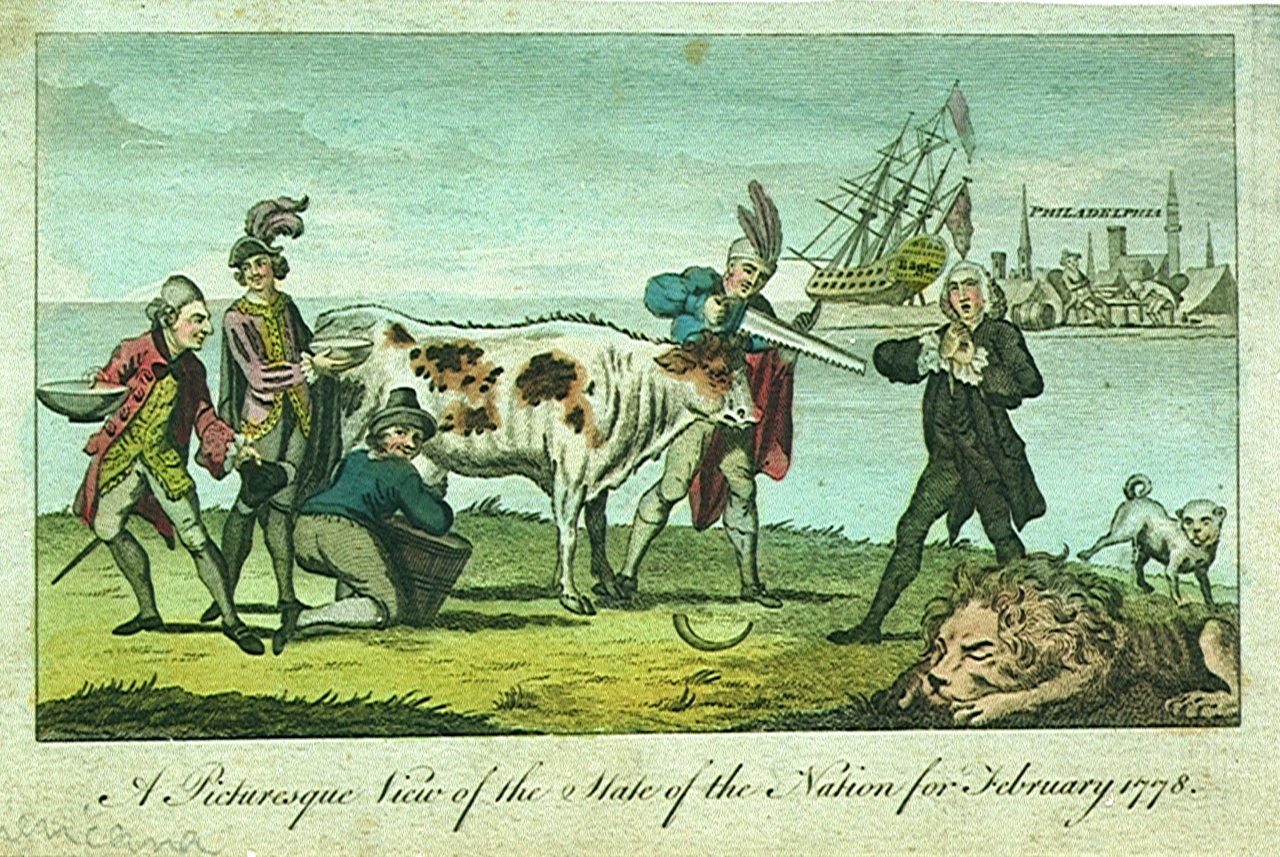
Karikatura admirála Howa s jeho vlajkovou lodí HMS Eagle v pozadí

Ponorka byla postavena v rekordně krátkém čase a jejím prvním dobrovolným pasažérem se stal četař Ezra Lee. Dne 7. září 1776 se s ní pokusil zaútočit na britskou 64dělovou řadovou loď HMS Eagle, která byla vlajkovou lodí britského admirála Richarda Howa. V noci ponorku do blízkosti cíle dopravily dvě veslice. Leemu se podařilo doplout s ponorkou až k britské lodi, ale v použití vrtáku mu zabránily měděné plechy, kterými bylo obloženo dno lodi. Při hledání místa, kde by mohl vrták použít, na sebe ťukáním upoutal pozornost Angličanů. Dal se se svým plavidlem na útěk, ale z lodi byla spuštěna veslice, která Turtle rychle doháněla. (Jiný zdroj udává, že ponorku po vynoření, když seržant pod vodou ztratil orientaci, spatřil britský dělový člun.) V nouzi Lee odjistil a uvolnil minu, která o hodinu později neškodně vybuchla. Odradila však Angličany od dalšího pronásledování ponorky a Lee se s ponorkou nakonec úspěšně dokázal vrátit.

## Turtlea HMS Cerberus
V roce 1777 ponorka Turtle podnikla svou druhou bojovou plavbu. Ani útok na britskou fregatu šesté třídy HMS Cerberus nebyl úspěšný. Bushnell při něm použil větší, až 180 kg minu, která sice vybuchla a zabila čtyři námořníky v malém člunu, ale samotná loď vyvázla bez poškození.

## Zánik ponorky
Co se s ponorkou nakonec stalo, není zcela jasné. Její neúspěchy v newyorském přístavu (podmíněno do značné míry i silnými podmořskými proudy) byly důvodem, pro který se Bushnell rozhodl ponorku přepravit do jiné oblasti. Dal ji nalodit na palubu malé plachetnice v naději, že se jí i s ponorkou podaří proklouznout britskou blokádou a dostat se zpátky do Connecticutu. Byla však – podle Britů – zpozorována britskou fregatou a i s ponorkou potopena. Američané naopak tvrdili, že ponorka byla rozebrána a převezena do vnitrozemí, aby nepadla do rukou nepřítele.

## Pochybnosti
Britské dokumenty neobsahují žádný záznam o útocích ponorky, nebo zprávu o noční explozi v blízkosti HMS Eagle. Jediným britským záznamem je zadržený dopis s domnělým popisem lodi, který nebyl brán vážně. Z toho a dalších důvodů (ve smyslu pochybností o schopnosti ponorky takový útok vůbec podniknout), jsou někteří historici přesvědčeni, že celý příběh byl vytvořen za účelem dezinformace a později jako propaganda na posílení morálky, a že Ezra Lee útok podnikl spíše na obyčejné veslici než v Turtle.

## Repliky
Během války v roce 1812 byla téměř identická ponorka použitá při neúspěšném útoku na britskou loď HMS Ramillies.
V roce 1976 designér Joseph Leary a konstruktér Fred Frese vytvořili v rámci oslav dvoustého výročí USA funkční repliku Turtle. Ponorka byla pokřtěna guvernérem Connecticutu Ella Grassem a později testována v řece Connecticut. Dnes je vlastnictvím Connecticut River Museum.
Dne 3. srpna 2007 byli tři muži zadrženi policií během transportu a řízení repliky Turtle ve vzdálenosti 70 metrů od výletní lodi Queen Mary 2 v newyorském přístavu. Repliku vytvořil místní umělec Philip „Duke“ Riley a dva obyvatelé Rhode Islandu, z nichž jeden o sobě prohlašoval, že je potomkem Davida Bushnella. Pobřežní stráž předvolala aktéry za vlastnictví nebezpečného plavidla a narušení bezpečnostní zóny.